# Katz (bande dessinée, Dairin)
Katz est une série de bande dessinée créée par Del et Ian Dairin. Elle est publiée dans le journal Spirou à partir du no 3567.

## Univers

### Synopsis
Katz, c’est un chat malin, un brin flemmard et qui pose sur la vie, la sienne et celles des hommes, un regard teinté d’humour et d’ironie. Ses aventures retracent son quotidien, toujours prétexte à des situations tendres et burlesques.

### Personnages

#### Katz
Katz est le personnage principal de la série. Katz est un chat, adepte de la sieste, et de la chasse aux oiseaux, prétexte à toutes sortes de péripéties

#### Leny
Leny est le faire valoir de la série, un chat particulier, puisque toujours affublé d'une écharpe et d'un bonnet.

#### Albert
Albert est le papa de la famille de Katz, père d'Héloïse et de Côme.

#### Catherine
Catherine est la maman de la famille de Katz, maman d'Héloïse et de Côme.

#### Héloïse et Côme
Héloïse et Côme sont les enfants dans la série (pour la petite histoire, Côme est réellement le fils de Del et Ian Dairin et Héloïse est leur nièce).

#### Missel et Zanclode
Missel et Zanclode, personnages secondaires, sont deux escargots zozotant.

## Historique
D'abord présentée en format strip, la série apparaît sur le web en 2005, sur des forums dédiés à la bande dessinée. Les gags de Katz font alors l'objet d'un blog. C'est dans le courant de l'année 2006 que Ian Dairin et Del présentent leur personnage à la rédaction de Spirou. La série tombe à point nommé pour un numéro spécial strips du journal Belge. D'abord prévue pour une unique parution, la série poursuit sont existence dans la rubrique des strips. C'est lors du changement de rédacteur en chef, lorsque Frédéric Niffle arrive à la tête du journal de Spirou, que Katz devient une page complète et régulière. Jusque-là seuls trois petits recueils de strips avaient fait l'objet d'une diffusion, aux éditions Ange. C'est en juin 2013 que Katz paraît officiellement en albums aux éditions Makaka. La publication de Katz se poursuit en parallèle dans le journal de Spirou, qui conserve la primeur des gags.

## Publications

### Périodiques
Katz est publié dans le Journal de Spirou depuis le no 3567. La série a fait l'objet de deux numéros spéciaux, où Katz apparaît en couverture (no 3740 et no 3999).

### Albums
- Katz, tome 4 - Éditions Makaka - Février 2016 -  (ISBN 978-2-917371-81-7)
- Katz, journal d'un chat tome 3 - Éditions Makaka - Juin 2014 -  (ISBN 978-2-917-371-510)
- Katz, journal d'un chat tome 2 - Éditions Makaka - Février 2014 -  (ISBN 978-2-917-371-466)
- Katz, journal d'un chat tome 1 - Éditions Makaka - Juin 2013 -  (ISBN 978-2-917-371-459)
- Katz, recueils 1 à 3 chez Éditions Ange, 2006